# Phyllidia undula
Phyllidia undula es una especie de babosa marina, un nudibranquio dórido, un molusco gasterópodo marino sin concha de la familia Phyllidiidae.

## Descripción
Esta especie ha sido confundida previamente con Phyllidia ocellata.

## Distribución
Esta especie fue inicialmente avistada en el mar Rojo. Parece estar confinado al océano Índico occidental, incluido el mar Rojo, la costa africana y la isla de Reunión.

## Dieta
Esta especie se alimenta de esponjas.